# Мадонна с пулемётом
«Мадонна с пулемётом» (латыш. Madonna ar ložmetēju) — художественная картина маслом Карлиса Падегса. Одно из самых значимых и известных произведений художника. Картина была написана в 1932 году в стиле модернизма, хранится в коллекции Художественного музея Латвии. По утверждению Павла Кириллова, картина была выкуплена музеем самостоятельно.
В июне 2013 года со строительного забора Латвийского национального художественного музея неустановленные злоумышленники похитили репродукцию этой картины.

## Критика
По мнению искусствоведов, картина «Мадонна с пулемётом» — это предчувствие Падегсом Второй мировой войны. Критики считали, что этот сюжет должен был показать деградацию и нравственное падение героини.

## Описание картины
Падегс всегда давал название своим картинам обдуманно, исключением не стала и картина «Мадонна с пулемётом». По утверждению Художественного музея, любая интерпретация названия картины будет субъективной. В центре картины изображена молодая женщина с невинным лицом — Мадонна, держащая в руках 25-килограммовый пулемёт Максима — символ Первой мировой войны. Пулемётная лента запачкана кровью. Образ самой Мадонны критиками интерпретируется по-разному.